# 1905
1905 (MCMV) byl rok, který dle gregoriánského kalendáře započal nedělí.

## Události

### Česko
- 10. května – Na sjezdu v Praze se spojilo moravské a české křídlo agrární strany v jednotnou Českoslovanskou národní stranu. Jejím předsedou se stal Josef Žďárský.
- 12. května – Ukončen byl provoz koňky v Praze.
- 14. května – V Praze byla otevřena Moderní galerie Království českého, stálá výstava uměleckých děl v Královské oboře.
- 22. září – V Praze proběhla vlna manifestací za všeobecné volební právo, vedoucí silou byla sociálně demokratická strana.
- 28. září – V Praze byl položen základní kámen ke stavbě Vinohradského divadla.
- 5. listopadu – V Praze došlo ke krvavým srážkám demonstrantů za všeobecné volební právo s policií. Byl zabit učeň Jan Hubač a mnoho lidí zraněno. Demonstrace poté pokračovaly i v následujících dnech, vyvrcholily v generální stávce 28. listopadu.
- 22. listopadu – Došlo k uzavření česko-německé dohody (tzv. moravský pakt).
- 27. listopadu – Císař schválil Moravské vyrovnání.
- 4. prosince – V Opavě byl zahájen provoz elektrické tramvaje.
- Byl založen fotbalový klub AFK Vršovice (dnešní Bohemians 1905).
- Byl založen fotbalový klub SK Dynamo České Budějovice
- Byla postavena restaurace Pastýřská stěna
- Byl dokončen Vyšehradský tunel

### Svět
- 2. ledna – Padla ruská námořní pevnost Port Arthur, po kapitulaci ruských vojsk byla předána Japonsku.
- 22. ledna – Krvavá neděle v ruském Petěrburgu. Více než tisíc ze 140 000 protestujících dělníků bylo postříleno carskou armádou. Následovala řada stávek v téměř všech velkých ruských městech, střety demonstrantů s vojskem a policií – viz první ruská revoluce.
- 26. ledna – V Jižní Africe byl nalezen Cullinan, největší diamant na světě.
- 3. března – V Rusku byla zřízena „duma“ – tehdejší forma parlamentu.
- 15. května – Bylo založeno americké město Las Vegas.
- 27. května – Japonci rozdrtili v bitvě u Cušimy 2. tichomořskou eskadru admirála Rožestvenského (Rusko).
- 7. června – Norsko prohlásilo unii se Švédskem za rozpuštěnou.
- 10. června – Výbuch sopky Mont Pelée na ostrově Martinik ve francouzských Malých Antilách. Několik desítek mrtvých.
- 27. června – Na ruské bitevní lodi Kníže Potěmkin Tauridský došlo ke vzpouře námořníků. Povstalci se nakonec vzdali 8. července v rumunské Konstanci.
- 3. července – Francouzská Poslanecká sněmovna schválila zákon o odluce církve od státu.
- 2. září – Propukly krvavé nepokoje (srážky mezi Armény a Tatary) na ropných nalezištích v Baku, zahynulo kolem 1 000 lidí a bylo zničeno mnoho těžních věží.
- 5. září – V americkém přístavu Portsmouth byla podepsána mírová smlouva mezi Ruskem a Japonskem za vydatného přispění a zprostředkování amerického prezidenta Theodora Roosevelta.
- 26. října – Švédsko uznalo konec unie a samostatné Norsko.

## Vědy a umění
- 7. prosince – Eduard Konrad Zirm v Olomouci provedl první úspěšnou transplantaci na světě.
- Albert Einstein měl svůj Anno mirabilis („zázračný rok“), oslavovaný při výročí jako Světový rok fyziky 2005, kdy publikoval čtyři články, které podstatným způsobem přispěly k zakladům moderní fyziky:
  - vysvětlil fotoelektrický jev pomocí kvanta energie charakteru částice, Nobelova cena 1921
  - speciální teorie relativity – která zrušila představu absolutního prostoru a času nezávislých na pozorovateli
  - Brownův pohyb – teoretické vysvětlení pohybu částic v kapalině způsobený pohybem jejích molekul (diskontinuita hmoty)
  - Ekvivalence energie a hmotnosti (E=mc²) – hmota v sobě váže ohromné množství energie, která se uvolňuje při jaderných reakcích
- Sigmund Freud vydal ve Vídni spis Tři pojednání o sexuální teorii, kde popsal sexuální charakter dítěte.
- V USA byl popsán zřejmě nejznámější a nejpopulárnější dinosaurus rodu Tyrannosaurus.

## Sport
- 21. listopadu proběhl první zápas nově založeného tenisového turnaje Australian National Tennis Championships
- 16. prosince vznikl fotbalový tým AFK Vršovice, dnešní Bohemians Praha 1905.

## Nobelova cena
- Nobelova cena za fyziku – Philipp Lenard za práce o katodových paprscích
- Nobelova cena za fyziologii a lékařství – Robert Koch za objevy při léčení tuberkulózy
- Nobelova cena za chemii – Adolf von Baeyer za zásluhy o rozvoj organické chemie a chemického průmyslu
- Nobelova cena za literaturu – Henryk Sienkiewicz za román Quo vadis
- Nobelova cena za mír – Bertha von Suttnerová (rozená Kinská)

## Narození

### Česko
- 2. ledna – Karel Podrazil, československý fotbalový reprezentant († 1973)

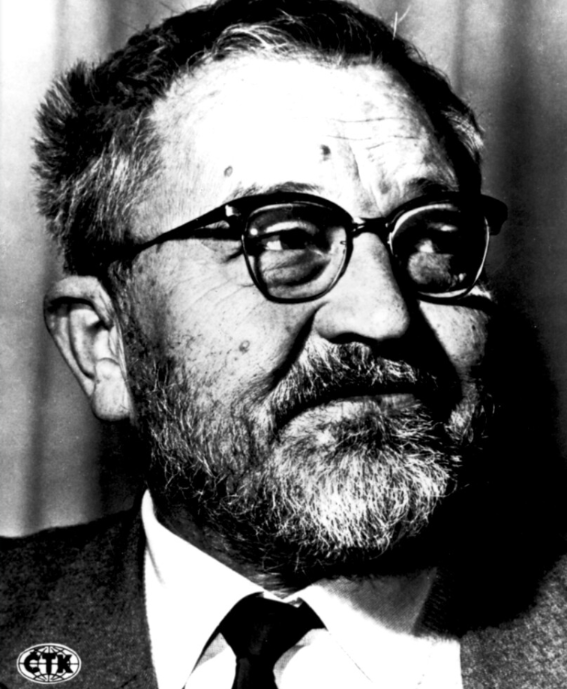
Jan Werich (* 6. února)

- 3. ledna – Josef Vosolsobě, atlet, krasobruslař a sportovní zpravodaj ČTK († 4. dubna 1986)
- 7. ledna – František Šilhan, teolog a filozof, provinciál české provincie Tovaryšstva Ježíšova († 13. února 1985)
- 9. ledna – Jiří Brauner, děkan Vysokého učení technického v Brně († 23. ledna 2008)
- 16. ledna – Václav Mencl, český historik architektury († 27. července 1978)
- 17. ledna – Jan Zahradníček, básník, novinář, překladatel a spisovatel († 7. října 1960)
- 23. ledna – Vladimír Maděra, profesor chemie, rektor pražské VŠCHT († 15. února 1997)
- 26. ledna – Arnošt Kubeša, valašský národopisec a sběratel lidových písní († 15. prosince 1993)
- 28. ledna – Jaroslav Kučera, československý fotbalový reprezentant († 12. května 1984)
- 30. ledna – Vladimír Krajina, vědec, pedagog a politik († 1. června 1993)
- 31. ledna – Antonín Moudrý (fotbalista), československý fotbalový reprezentant († 24. července 1979)
- 6. února – Jan Werich, herec a dramatik († 31. října 1980)
- 9. února
  - František M. Hník, teolog, sociolog, biskup Církve československé (husitské) († 28. dubna 1962)
  - Josef Kratochvíl, československý fotbalový reprezentant († 8. července 1984)
- 11. února
  - Zdeněk Burian, malíř a ilustrátor († 1. července 1981)
  - Eduard Ingriš, hudební skladatel, dirigent, cestovatel, filmový dokumentarista († 12. ledna 1991)
  - Josef Maloun, československý fotbalový reprezentant († 28. dubna 1972)
- 12. února – Josef Hlisnikovský, entomolog († 24. května 1972)
- 15. února – Bernard Horst, spisovatel († 17. srpna 1979)
- 22. února
  - Josef Beneš, kněz kolaborující s komunistickým režimem († 23. května 1979)
  - Josef Tesla, ministr vlády Československa († 29. dubna 1963)
- 3. března – František Pešta, český amatérský astronom († 13. listopadu 1982)
- 8. března – Jan Bílek, čs. ministr hut. průmyslu a rudných dolů († ?)
- 12. března – Jan Znoj, sochař († 24. března 1950)
- 26. března
  - Štěpán Trochta, biskup litoměřický († 6. dubna 1974)
  - Václav Černý, literární vědec, spisovatel, překladatel a filozof († 2. července 1987)
- 30. března – Jaroslav Anděl, právník a antikomunista († 8. července 2005)
- 3. dubna – František Schäfer, klavírista hudební skladatel a pedagog († 29. července 1966)
- 5. dubna – Jaroslav Poláček, československý fotbalový reprezentant († 5. ledna 1927)
- 6. dubna – Jindřich Černý, spisovatel († 18. května 1960)
- 14. dubna – Rudolf Černý, spisovatel († 11. prosince 1979)
- 15. dubna – Miloš Sovák, zakladatel československé logopedie († 29. září 1989)
- 17. dubna – Walter Seidl, slezský, německy píšící spisovatel († 29. srpna 1937)
- 22. dubna – František Vyčichlo, český matematik († 6. ledna 1958)
- 23. dubna – Vašek Káňa, novinář a dramatik († 30. dubna 1985)
- 24. dubna – Heda Kaufmannová, spisovatelka († 7. srpna 1981)
- 25. dubna – Jiří Verner, chirurg a dramatik († 6. ledna 1942)
- 1. května – Jiří Hronek, spisovatel a novinář († 5. března 1987)
- 10. května – Josef Trojan, herec, novinář, filmový kritik, scenárista a básník († 21. července 1965)
- 15. května – Ludmila Kybalová, textilní výtvarnice († 5. prosince 1975)
- 19. května – František Kloz, československý fotbalový reprezentant († 13. června 1945)
- 22. května – Vilém Závada, básník, spisovatel a překladatel († 30. listopadu 1982)
- 23. května
  - Václav Deyl, český spisovatel knih pro děti a mládež († 19. února 1982)
  - Karel Hromádka, československý hokejový reprezentant († 27. listopadu 1968)
- 24. května – Zdeněk Blažek, hudební skladatel († 19. června 1988)
- 25. května – Ladislav Tikal, československý gymnasta, olympionik († 30. června 1980)
- 5. června – František Klátil, československý politik († 19. března 1972)
- 6. června
  - Elly Oehlerová, architektka a bytová návrhářka († 22. dubna 1953)
  - Óndra Łysohorsky, lašský básník († 19. prosince 1989)
- 8. červen – Hana Klenková, autorka próz pro mládež i pro dospělé, překladatelka z angličtiny a publicistka († 8. listopadu 1992)
- 13. června – František Bartoš, hudební skladatel († 21. května 1973)
- 15. června – Bohumil Šťastný, fotoreportér († 15. června 1991)
- 19. června – Jiří Voskovec, český herec, spisovatel a dramatik († 1. července 1981)
- 27. června – Bohuš Hradil, herec a režisér († 28. února 1984)
- 30. června – Karel Melíšek, český hudebník († 1942)
- 3. července – Johann Wolfgang Brügel, československý právník a historik německé národnosti († 15. listopadu 1986)
- 4. července – Karel Kupka, český malíř – krajinář († 21. června 1971)
- 5. července – Jan Budík, účastník Československého protinacistického odboje († 29. října 1984)
- 10. července – Václav Vaněček, český právník a právní historik († 12. dubna 1985)
- 16. července – Leoš Firkušný, český muzikolog († 9. července 1950)
- 18. července – Vladimír Jedenáctík, operní pěvec († 9. srpna 1980)
- 19. července – Eduard Oliva, generální vikář litoměřické diecéze († 18. listopadu 1972)
- 20. července – Jan Knobloch-Madelon, československý fotbalový reprezentant († 3. srpna 1976)
- 28. července – Vladimír Leraus, divadelní a filmový herec († 29. června 1991)
- 10. srpna – Karel Hejma, československý fotbalový reprezentant († 5. listopadu 1980)
- 12. srpna – Jiří Dohnal , herec a režisér († 9. září 1984)
- 17. srpna – Josef Šíma, československý fotbalový reprezentant († 6. listopadu 1983)
- 16. září – Vladimír Holan, básník († 31. března 1980)
- 17. září
  - František Kovárna, český výtvarný teoretik, překladatel a spisovatel († 19. června 1952)
  - Jiřina Šejbalová, operní pěvkyně a herečka († 23. srpna 1981)
- 21. září – Jaroslav Kovář mladší, architekt a kreslíř († 16. července 1987)
- 22. září – Jiří Neustupný, archeolog († 28. srpna 1981)
- 26. září – Georg Placzek, teoretický fyzik († 9. října 1955)
- 13. října – Bohumír Cyril Petr, kněz, varhaník, hudební skladatel, defektolog, topograf a historik († 16. července 1976)
- 14. října
  - Harry Jelínek, podvodník a kolaborant († 1986)
  - Vilma Vrbová-Kotrbová, česká malířka († 22. prosince 1993)
- 17. října – Josef Vrana, biskup a apoštolský administrátor olomoucké arcidiecéze († 30. listopadu 1987)
- 23. října – Miloš Kosina, český spisovatel († 10. listopadu 1966)
- 26. října – Emil Holan, spisovatel populárně naučné literatury pro mládež († 1944)
- 29. října – Vladimír Hlavatý, český herec († 27. října 1992)
- 30. října – Bohumír Štědroň, klavírista, hudební vědec a pedagog († 24. listopadu 1982)
- 8. listopadu – Václav Hlavsa, archivář a knihovník († 2. června 1986)
- 13. listopadu – František Brabec, profesor ekonomiky a řízení, rektor Českého vysokého učení technického v Praze († 30. ledna 1992)
- 16. listopadu – Josef Suchý, československý fotbalový reprezentant († 13. října 1984)
- 17. listopadu – Miroslav Schäferling, první československý radioamatér († 28. prosince 1969)
- 25. listopadu – Jan Jůzl, malíř († 22. července 1976)
- 1. prosince – Franz Nowotny, šumavský pašerák a převáděč († 12. března 1977)
- 3. prosince – František Kubr, český divadelník a organizátor († 23. května 1958)
- 5. prosince
  - Václav Vaník-Váňa, fotbalista, reprezentant Československa
  - Jan Jílek, malíř († 14. března 1982)
- 14. prosince – Jaroslav Srba, československý fotbalový reprezentant († ?)
- 20. prosince – Václav Bednář, operní pěvec († 12. listopadu 1987)
- 23. prosince – František Tyrpekl, fotbalista, reprezentant Československa († 29. ledna 1985)
- 31. prosince – Josef Hráský, archivář († 20. října 1981)

### Svět
- 1. ledna – Elizabeth Bentley, americká špiónka pracující pro Sovětský svaz († 3. prosince 1963)

- 8. ledna

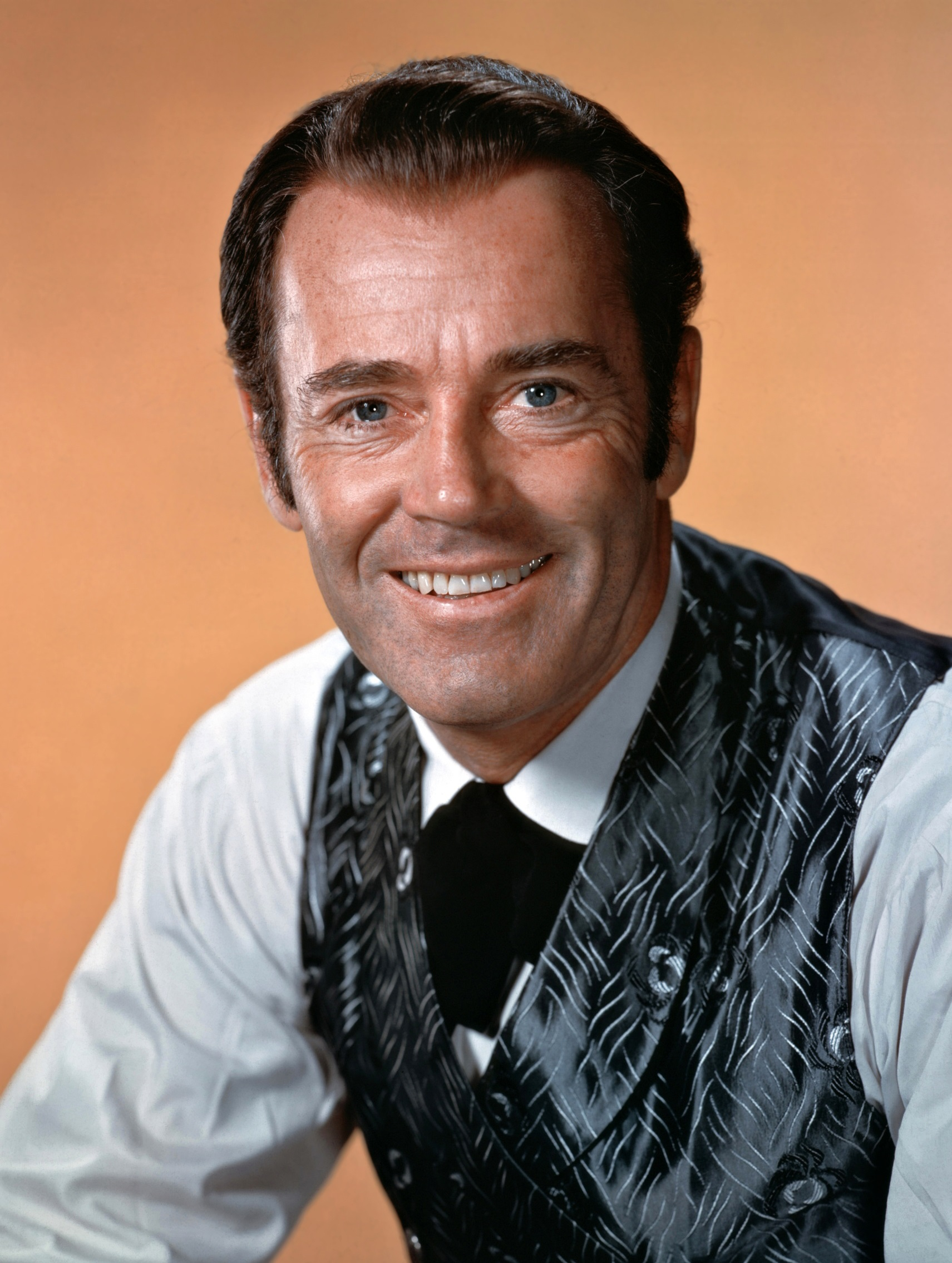
Henry Fonda (* 16. května)

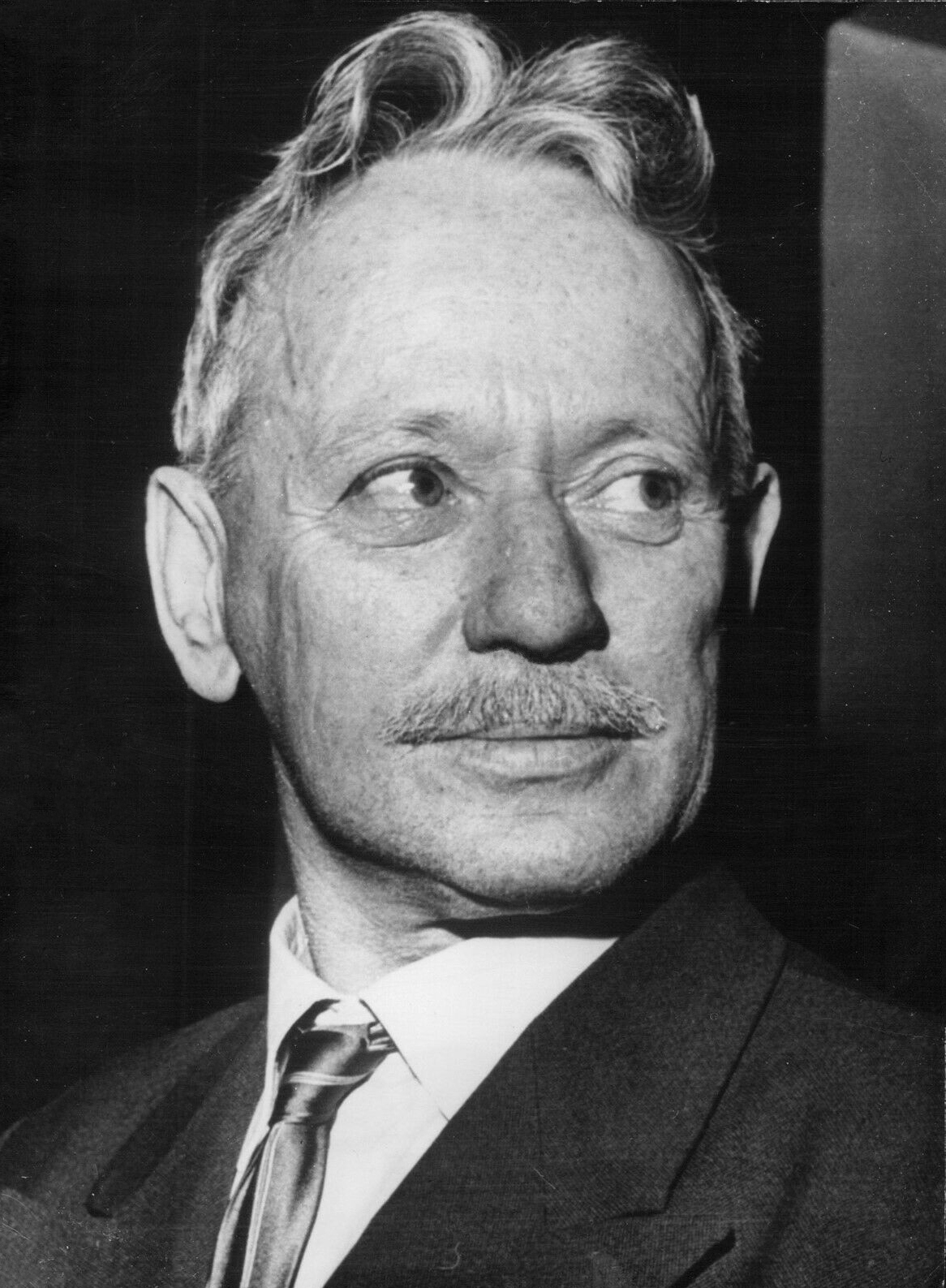
Michail Alexandrovič Šolochov (* 24. května)

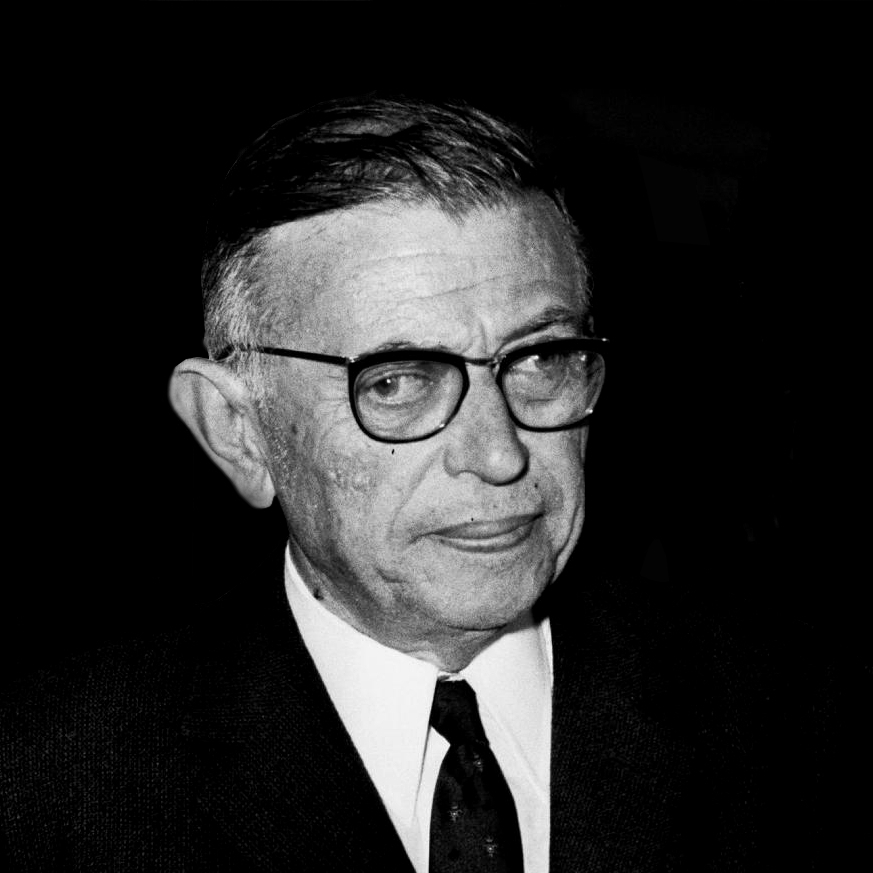
Jean-Paul Sartre (* 21. června)

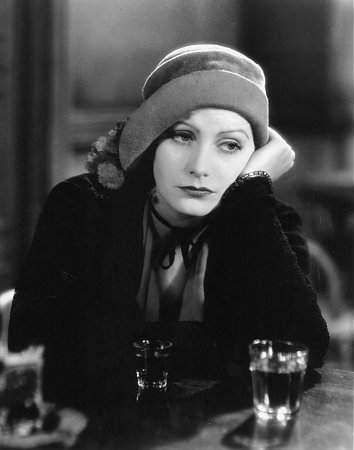
Greta Garbo (* 18. září)

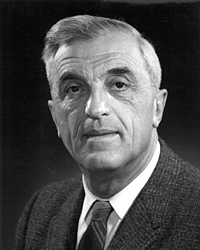
Felix Bloch (* 23. října)

  - Clarice Beniniová, italská šachistka († 8. září 1976)
  - Carl Gustav Hempel, americký filozof († 9. listopadu 1997)
  - Giacinto Scelsi, italský hudební skladatel († 9. srpna 1988)
- 10. ledna
  - Jekuti'el Jehuda Halberstam, ortodoxní rabín († 18. června 1994)
  - Ruth Moufangová, německá matematička († 26. listopadu 1977)
- 11. ledna – Clyde Kluckhohn, americký kulturní antropolog († 28. července 1960)
- 12. ledna
  - Antonie Schwarzenbergová, princezna z Fürstenbergu, byla matka Karla Schwarzenberga († 24. prosince 1988)
  - Tex Ritter, americký herec a countryový zpěvák († 2. ledna 1974)
- 14. ledna – Takeo Fukuda, premiér Japonska († 5. července 1995)
- 17. ledna – Guillermo Stábile, argentinský fotbalový reprezentant († 27. prosince 1966)
- 18. ledna
  - Enrique Ballestrero, uruguayský fotbalista († 11. října 1969)
  - Joseph Bonanno, italsko-americký mafiánský boss († 11. května 2002)
- 21. ledna – Christian Dior, francouzský módní návrhář († 24. října 1957)
- 29. ledna – Barnett Newman, americký malíř a sochař († 4. července 1970)
- 1. února – Emilio Gino Segrè, italský fyzik († 22. dubna 1989)
- 2. února
  - George Sprague Myers, americký ichtyolog († 4. listopadu 1985)
  - Ayn Rand, americká spisovatelka a filosofka († 6. března 1982)
- 3. února – Paul Ariste, estonský lingvista a folklorista († 2. února 1990)
- 4. února – František Josef Toskánský, rakouský arcivévoda († 9. května 1975)
- 6. února – Władysław Gomułka, polský komunistický politik († 1. září 1982)
- 7. února
  - Paul Nizan, francouzský filozof a spisovatel († 23. května 1940)
  - René de Possel, francouzský matematik († 26. února 1974)
  - Ulf von Euler, švédský fyziolog a farmakolog († 9. března 1983)
- 9. února
  - Lord Burghley, britský politik, atlet a sportovní funkcionář († 22. října 1981)
  - Adolf Erik Ehrnrooth, finský [generál († 26. února 2004)
- 10. února – Rachel Thomas, velšská herečka († 8. února 1995)
- 17. února – Osvald Käpp, estonský zápasník, olympijský vítěz († 18. dubna 1995)
- 25. února – Perry Miller, americký historik († 9. prosince 1963)
- 28. února – Glyn Jones, velšský romanopisec, básník a literární historik († 10. dubna 1995)
- 1. března – Emmanuel Mounier, francouzský katolický publicista a filosof († 23. března 1950)
- 21. března – Takaši Šimura, japonský herec († 11. února 1982)
- 13. března – Anna Baugová, lotyšská spisovatelka († 16. ledna 1991)
- 14. března – Raymond Aron, francouzský filosof, sociolog a politolog († 17. října 1983)
- 16. března – Mordechaj Oren, představitel izraelské levicové strany Mapam, politický vězeň († 27. února 1985)
- 18. března – Robert Donat, britský herec († 9. června 1958)
- 19. března
  - Charles Delahay, kanadský hokejista († 17. března 1973)
  - Albert Speer, německý architekt a nacistický politik († 1. září 1981)
- 20. března – Raymond Cattell, americký psycholog († 2. února 1998)
- 23. března – Paul Grimault, francouzský animátor a režisér († 29. března 1994)
- 26. března – Viktor Frankl, rakouský neurolog a psychiatr († 2. září 1997)
- 27. března – Leroy Carr, americký bluesový zpěvák, klavírista a skladatel († 29. dubna 1935)
- 1. dubna – Gaston Eyskens, premiér Belgie († 3. ledna 1988)
- 2. dubna – Kurt Herbert Adler, rakouský dirigent († 9. února 1988)
- 8. dubna – Bernt Evensen, norský rychlobruslař, olympijský vítěz († 24. srpna 1979)
- 11. dubna – Attila József, maďarský básník († 3. prosince 1937)
- 17. dubna – Enzo Sereni, italský sionista a odbojář († 18. listopadu 1944)
- 19. dubna
  - Jim Mollison, skotský pilot a dobrodruh († 30. října 1959)
  - Charles Ehresmann, francouzský matematik († 22. září 1979)
- 20. dubna – Adam Gustaf Afzelius, dánský historik († 18. února 1957)
- 26. dubna – Jean Vigo, francouzský filmový režisér a scenárista († 5. října 1934)
- 27. dubna – John Kuck, americký olympijský vítěz ve vrhu koulí († 21. září 1986)
- 2. května – Alan Rawsthorne, britský hudební skladatel († 24. července 1971)
- 5. května – Maria Caniglia, italská sopranistka († 16. dubna 1979)
- 14. května
  - Jean Daniélou, francouzský teolog († 20. května 1974)
  - Nikolaj Alexandrovič Tichonov, sovětský politik († 1. června 1997)
- 15. května – Abraham Zapruder, autor záznamu atentátu na Johna Fitzgeralda Kennedyho († 30. srpna 1970)
- 16. května – Henry Fonda, americký herec († 12. srpna 1982)
- 22. května – Paul Oskar Kristeller, americký historik († 7. července 1999)
- 24. května – Michail Alexandrovič Šolochov, sovětský spisovatel († 21. února 1984)
- 27. května – František Viktor Podolay, slovenský malíř († 13. února 1958)
- 3. června – Jean Merrien, francouzský mořeplavec a spisovatel († 7. června 1972)
- 10. června
  - František Hečko, slovenský básník († 1. března 1960)
  - Hanns Ludin, vyslanec Německé říše ve Slovenském státu († 9. prosince 1947)
- 12. června – Ray Barbuti, americký sprinter, dvojnásobný olympijský vítěz († 6. července 1988)
- 17. června – Jozef Lettrich, slovenský politik († 29. listopadu 1969)
- 18. června – Eduard Tubin, estonsko-švédský hudební skladatel a dirigent († 17. listopadu 1982)
- 20. června – Lillian Hellman, americká spisovatelka († 30. června 1984)
- 21. června
  - Šlomo Rozen, ministr izraelských vlád († 7. prosince 1985)
  - Jean-Paul Sartre, francouzský filozof, spisovatel, dramatik († 15. dubna 1980)
- 22. června – Zoltán Brüll, slovenský horolezec, horský vůdce a lékař († 14. ledna 1945)
- 24. června – Boris Kalin, slovinský sochař († 22. května 1975)
- 4. července – Lionel Trilling, americký literární teoretik a kritik († 5. listopadu 1975)
- 12. července – Jan Britský, syn britského krále Jiřího V. († 18. ledna 1919)
- 15. července – Alexandr Chvylja, sovětský herec švédského původu († 17. října 1976)
- 17. července – Jacinto Quincoces, španělský fotbalový reprezentant († 10. května 1997)
- 25. července – Elias Canetti, rakouský spisovatel, Nobelova cena 1981 († 14. srpna 1994)
- 26. července – Vachtang Ananjan, arménský spisovatel († 4. března 1980)
- 28. července – Ashley Montagu, britsko-americký antropolog († 26. listopadu 1999)
- 29. července – Dag Hammarskjöld, švédský politik, diplomat, generální tajemník OSN († 18. září 1961)
- 1. srpna – Rudolf Dilong, slovenský kněz a spisovatel († 7. dubna 1986)
- 3. srpna
  - Friedrich Hartjenstein, velitel koncentračního tábora Auschwitz II (Birkenau) († 20. října 1954)
  - Franz König, rakouský kardinál († 13. března 2004)
- 5. srpna – Artem Mikojan, arménský letecký konstruktér († 9. prosince 1970)
- 11. srpna – Kurt Gerstein, německý příslušník SS, autor tzv. Gersteinovy zprávy († 25. července 1945)
- 12. srpna – Hans Urs von Balthasar, švýcarský katolický teolog († 26. června 1988)
- 13. srpna – Franz Ziereis, velitel koncentračního tábora Mauthausen-Gusen († 23. května 1945)
- 15. srpna – Ferdinand Čapka, slovenský architekt († 3. září 1987)
- 16. srpna – Marian Rejewski, polský matematik a kryptolog († 13. února 1980)
- 20. srpna – Jack Teagarden, americký jazzový pozounista a zpěvák († 15. ledna 1964)
- 22. srpna
  - Jiří Toskánský, rakouský arcivévoda († 21. března 1952)
  - John Lyng, premiér Norska († 18. ledna 1978)
- 25. srpna – Maria Faustyna Kowalska, polská katolická světice († 5. října 1938)
- 29. srpna – Dhyan Chand, indický pozemní hokejista († 3. prosince 1979)
- 31. srpna
  - Bo Giertz, švédský luterský biskup, teolog a spisovatel († 12. července 1998)
  - Sanford Meisner, americký herec († 2. února 1997)
- 3. září
  - Wilhelm Kamlah, německý filosof († 24. září 1976)
  - Carl David Anderson, americký fyzik, Nobelova cena za fyziku 1936 († 11. ledna 1991)
  - Nechama Leibowitz, izraelská biblistka († 12. dubna 1997)
- 4. září – Mary Renault, britská spisovatelka († 13. prosince 1983)
- 5. září – Arthur Koestler, britský spisovatel, filozof a novinář († 1. března 1983)
- 7. září – Brunon Zembol, polský kněz blahoslavený v roce 1999 († 21. srpna 1942)
- 12. září – Boris Arapov, ruský hudební skladatel († 21. ledna 1992)
- 15. září – Patrick O’Callaghan, irský dvojnásobný olympijský vítěz v hodu kladivem († 1. prosince 1991)
- 17. září – Vladan Desnica, srbský a chorvatský spisovatel († 4. března 1967)
- 18. září – Greta Garbo, švédská filmová herečka († 15. dubna 1990)
- 24. září – Severo Ochoa, španělsko-americký lékař a biochemik, Nobelova cena za fyziologii a medicínu 1959 († 1. listopadu 1993)
- 25. září – Nachman Avigad, izraelský archeolog († 28. ledna 1992)
- 28. září – Max Schmeling, německý boxer († 2. února 2005)
- 30. září – Nevill Mott, anglický fyzik, Nobelova cena za fyziku 1977 († 8. srpna 1996)
- 2. října – Franjo Šeper, chorvatský arcibiskup a kardinál († 30. prosince 1981)
- 5. října
  - John Hoyt, americký filmový, divadelní a televizní herec († 15. září 1991)
  - Wassily Leontief, rusko-americký ekonom († 5. února 1999)
- 6. října – Helen Willsová Moodyová, americká tenistka († 1. ledna 1998)
- 11. října – Viktor Kravčenko, sovětský inženýr a diplomat († 25. února 1966)
- 15. října – Charles Percy Snow, britský prozaik († 1. července 1980)
- 18. října – Félix Houphouët-Boigny, prezident Pobřeží slonoviny († 7. prosince 1993)
- 22. října – Karl Guthe Jansky, americký fyzik, radioastronom († 14. února 1950)
- 23. října – Felix Bloch, švýcarský fyzik, Nobelova cena za fyziku 1952 († 10. září 1983)
- 31. října – Harry Harlow, americký psycholog († 6. prosince 1981)
- 2. listopadu – Colin Clark, britský a australský ekonom a statistik († 4. září 1989)
- 5. listopadu
  - Bruno Gesche, velitel Hitlerovy osobní stráže († ? 1980)
  - Louis Rosier, francouzský automobilový závodník († 29. října 1956)
- 10. listopadu – Jean-Marie Villot, francouzský kardinál státní sekretář († 9. března 1979)
- 12. listopadu – Arthur Hedley, anglický muzikolog († 8. listopadu 1969)
- 13. listopadu – Nil Chasevyč, ukrajinský malíř († 4. března 1951)
- 17. listopadu – Astrid Švédská, belgická královna († 29. srpna 1935)
- 19. listopadu – Tommy Dorsey, americký jazzový trombónista, trumpetista, skladatel a dirigent († 26. listopadu 1956)
- 20. listopadu – Friedl Rinderová, německá šachistka († 3. června 2001)
- 26. listopadu – Andrzej Wantuła, polský duchovní, teolog a historik († 15. června 1976)
- 29. listopadu – Marcel Lefebvre, francouzský arcibiskup († 25. března 1991)
- 1. prosince – Erskine Hamilton Childers, prezident Irska († 17. listopadu 1974)
- 5. prosince
  - Muhamad Abdulláh, kašmírský politik († 8. září 1982)
  - Eberhard Spenke, německý fyzik († 24. listopadu 1992)
- 7. prosince – Gerard Kuiper, nizozemsko-americký astronom († 23. prosince 1973)
- 9. prosince – Dalton Trumbo, americký scenárista a spisovatel († 10. září 1976)
- 11. prosince – Eugen Fink, německý filosof († 25. června 1975)
- 12. prosince – Vasilij Grossman, ruský spisovatel († 14. září 1964)
- 17. prosince – Simo Häyhä, finský odstřelovač († 1. dubna 2002)
- 22. prosince – Kenneth Rexroth, americký básník a jazzový hudebník († 6. června 1982)
- 24. prosince
  - Howard Hughes, americký letecký konstruktér, pilot a režisér († 5. dubna 1976)
  - Kosťantyn Daňkevyč, ukrajinský hudební skladatel, klavírista a pedagog († 26. února 1984)
- 25. prosince – Bjambyn Rinčen, mongolský spisovatel († 4. března 1977)
- 30. prosince – Daniil Charms, ruský surrealistický spisovatel († 2. února 1942)
- 31. prosince – Guy Mollet, francouzský socialistický politik, premiér († 3. října 1975)
- říjen – Tằng Tuyết Minh, manželka vietnamského komunistického vůdce Ho Či Mina († 14. listopadu 1991)
- ? – Elisabeth von Aspern-Buchmeier, alias Pitt Strong, německá spisovatelka († 1989)
- ? – Mohammed Zakaria Goném, egyptský archeolog († 12. ledna 1959)
- ? – Nikolaj Kedrov mladší, ruský skladatel pravoslavné duchovní hudby († 1981)

## Úmrtí

### Česko
- 2. ledna – Felix Jenewein, malíř (* 4. srpna 1857)
- 19. ledna – Martin Zaus, varhanář (* 20. května 1861)
- 10. února – Heinrich Seidemann, poslanec Českého zemského sněmu a Říšské rady, starosta Jablonce nad Nisou (* 21. prosince 1826)
- 16. února – Ferdinand Schulz, novinář a spisovatel (* 17. ledna 1835)
- 28. února – Jindřich Eckert, významný český fotograf (* 22. dubna 1833)
- 7. března – Josef Schaniak, český architekt (* 9. února 1845)
- 17. března – Leopold Maria Zeithammer, hospodářský správce, pedagog, publicista a spisovatel (* 19. prosince 1834)
- 29. března – Jiří Pražák, odborník na rakouské správní a ústavní právo (* 16. října 1846)
- 23. dubna – Karel Komzák ml., hudební skladatel a dirigent (* 8. listopadu 1850)
- 12. června
  - Karel Schindler, lesnický odborník, pedagog a politik (* 13. června 1834)
  - Václav Vladivoj Tomek, historik, archivář, politik a pedagog (* 31. května 1818)
- 25. června – Jaromír Hřímalý, violoncellista (* 23. září 1845)
- 26. června – Ferdinand Pemsel, poslanec Říšské rady a Moravského zemského sněmu, starosta Vrbovce (* 18. října 1853)
- 7. července – Josef Bernard, podnikatel a politik (* 17. února 1844)
- 17. července – Patrik Blažek, novinář a spisovatel (* 22. února 1851)
- 2. srpna – Mořic Stanislav Anger, dirigent a skladatel (* 12. března 1844)
- 8. srpna – Jan Mulač, portrétní fotograf (* 14. května 1845)
- 26. srpna – Jan Neff, podnikatel a mecenáš (* 6. května 1832)
- 5. září – Antonín Baťa starší, zakladatel obuvnické dynastie Baťů (* 13. srpna 1844)
- 8. září – Václav Antonín Crha, novinář a spisovatel (* 27. září 1836)
- 10. září – Antonín Lhota, malíř a pedagog (* 2. ledna 1812)
- 11. září – Jan Janata, reformovaný kazatel (* 17. října 1825)
- 21. září – Gustav Adámek, rakousko-český politik a poslanec Českého zemského sněmu (* 23. října 1848)
- 2. října – Alexander Seik, fotograf, starosta Tábora (* 6. září 1824)
- 18. prosince – Josef Benoni, politik, novinář a překladatel (* 29. prosince 1823)
- 20. prosince – Emanuel Kusý, lékař – hygienik (* 22. března 1844)
- 24. prosince – Jan Weinlich, olomoucký biskup (* 1831)
- 27. prosince – Max Scharschmid von Adlertreu, rakousko-český právník a politik německé národnosti (* 8. října 1831)

### Svět
- 1. ledna – Valentin Paquay, belgický kněz, blahoslavený katolické církve (* 17. listopadu 1828)

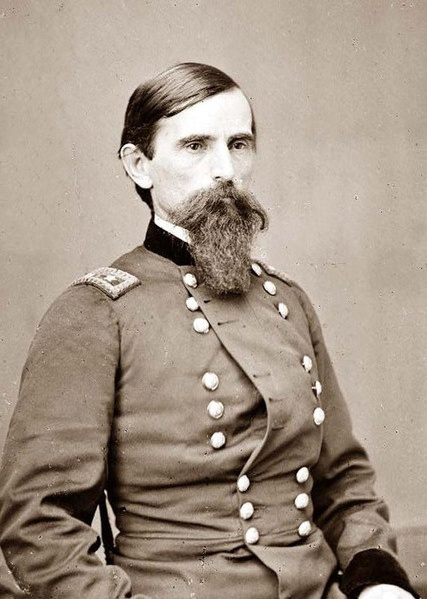
Lew Wallace († 15. února)

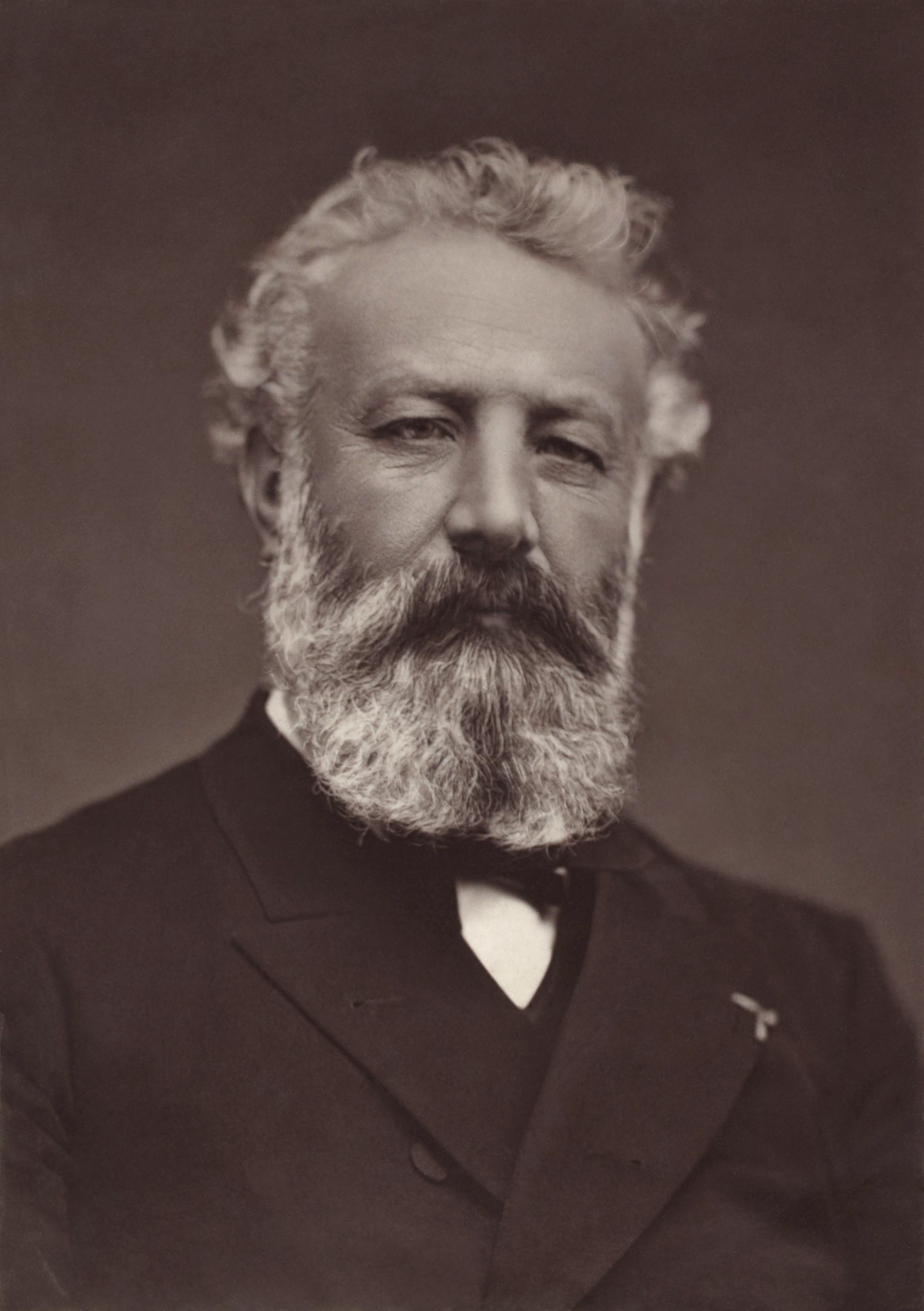
Jules Verne († 24. března)

- 10. ledna – Louise Michelová, francouzská anarchistka (* 29. května 1830)
- 14. ledna – Ernst Karl Abbe, německý fyzik, astronom a sociální reformátor (* 23. ledna 1840)
- 15. ledna – James Mason, irský šachový mistr (* 19. listopadu 1849)
- 29. ledna
  - Josef von Dipauli, tyrolský šlechtic a politik (* 9. března 1844)
  - Ludwig von Possinger, ministr zemědělství Předlitavska (* 6. ledna 1823)
- 30. ledna – Eduard Ebel, německý duchovní, básník a skladatel (* 7. července 1839)
- 1. února
  - Heinrich Lanz, německý vynálezce a výrobce zemědělských strojů (* 9. března 1838)
  - Franz Neumann, rakouský architekt (* 16. ledna 1844)
- 2. února – Elisabeth Wieseová, německá sériová vražedkyně (* ? 1850)
- 9. února – Adolf von Menzel, německý malíř (* 8. prosince 1815)
- 12. února – Marcel Schwob, francouzský symbolistický básník a spisovatel (* 23. srpna 1867)
- 15. února
  - Leonhard Achleuthner, kněz, hornorakouský zemský hejtman (* 10. ledna 1826)
  - Lew Wallace, americký voják, politik a spisovatel (* 10. dubna 1827)
- 17. února – Sergej Alexandrovič, syn cara Alexandra II. (* 11. května 1857)
- 20. února – Henri de Saussure, švýcarský mineralog a entomolog (* 27. listopadu 1829)
- 7. března – Ján Francisci-Rimavský, slovenský spisovatel a politik (* 1. června 1822)
- 15. března
  - Hermann Hüffer, německý právník a historik (* 24. března 1830)
  - Amalie Skramová, norská spisovatelka (* 22. srpna 1846)
- 24. března – Jules Verne, francouzský spisovatel (* 8. února 1828)
- 4. dubna – Constantin Meunier, belgický malíř a sochař (* 12. dubna 1831)
- 18. dubna – Juan Valera, španělský spisovatel (* 18. října 1824)
- 8. května – Josip Juraj Strossmayer, chorvatský teolog, spisovatel a politik (* 4. února 1815)
- 23. května – Ivan Kaljajev, ruský básník, revolucionář, vrah velkovévody Sergeje Alexandroviče (* 6. července 1877)
- 1. června – Émile Delahaye, francouzský průkopník automobilismu (* 16. října 1843)
- 8. června
  - Alexandr Culukidze, gruzínský revolucionář (* 1. listopadu 1876)
  - Leopold Hohenzollernský, otec druhého rumunského krále Ferdinanda I. (* 22. září 1835)
- 9. června – Serfiraz Hanım, konkubína osmanského sultána Abdulmecida I. (* 1837)
- 13. června – Josef Karel Ludvík Habsbursko-Lotrinský, rakouský arcivévoda (* 2. března 1833)
- 17. června
  - Alois Riegl, rakouský historik umění a památkář (* 14. ledna 1858)
  - Máximo Gómez, kubánský generál (* 18. listopadu 1836)
- 18. června – Per Teodor Cleve, švédský chemik a geolog (* 10. února 1840)
- 20. června – Karol Antolík, slovenský fyzik (* 28. ledna 1843)
- 22. června – Mathias Hansen, švédský dvorní fotograf (* 23. února 1823)
- 27. června – Harold Mahony, irský tenista (* 13. února 1867)
- 4. července – Élisée Reclus, francouzský geograf a anarchista (* 15. března 1830)
- 7. července – Vincze von Borbás, maďarský botanik (* 28. července 1844)
- 11. července – Muhammad Abdo, egyptský islámský teolog, reformátor a publicista (* ? 1849)
- 14. července – Janko Veselinović, srbský učitel, dramaturg a spisovatel (* 1. května 1862)
- 26. července – Franz Camille Overbeck, německý protestantský teolog (* 16. listopadu 1837)
- 4. srpna – Walther Flemming, německý biolog (* 21. dubna 1843)
- 17. srpna – Ernst Bareuther, rakousko-uherský politik (* 19. ledna 1838)
- 19. srpna – William-Adolphe Bouguereau, francouzský malíř (* 30. listopadu 1825)
- 21. srpna – Jules Oppert, německo-francouzský asyrolog (* 9. července 1825)
- 27. srpna – Amálie Cádizská, cádizská princezna z Bourbonské dynastie (* 12. října 1834)
- 10. září – Séraphin-Médéric Mieusement, francouzský fotograf (* 12. března 1840)
- 11. září – Jules Arnous de Rivière, francouzský šachový mistr (* 4. května 1830)
- 15. září – Willgodt Theophil Odhner, švédský inženýr a vynálezce (* 10. srpna 1845)
- 18. září – George MacDonald, britský spisovatel (* 10. prosince 1824)
- 19. září – Thomas Barnardo, britský zakladatel dětských domovů (* 4. července 1845)
- 21. září – Célestine Galli-Marié, francouzská mezzosopranistka (* 15. března 1837)
- 3. října – José-María de Heredia, francouzský básník (* 22. listopadu 1842)
- 6. října – Ferdinand von Richthofen, německý geograf, kartograf a cestovatel (* 5. května 1833)
- 14. října – John Thomas, velšský fotograf (* 14. dubna 1838)
- 28. října – Alphonse Allais, francouzský humorista, spisovatel a novinář (* 20. října 1854)
- 29. října – Étienne Desmarteau, kanadský olympijský vítěz v hodu břemenem z roku 1904 (* 4. února 1873)
- 9. listopadu – Alfred Wesmael, belgický botanik (* 11. února 1832)
- 17. listopadu
  - Filip Belgický, druhorozený syn belgického krále Leopolda I. (* 24. března 1837)
  - Adolf I. Lucemburský, lucemburský velkovévoda (* 24. července 1817)
- 30. listopadu – André Grusenmeyer, francouzský podnikatel a vynálezce (* 24. listopadu 1840)
- 8. prosince – Max Fleischer, rakouský architekt (* 29. března 1841)
- 11. prosince – Rahime Perestu Sultan, manželka osmanského sultána Abdulmecida I. a Valide Sultan (* 1826)
- 28. prosince – William Allen Fuller, hrdina americké občanské války (* 15. dubna 1836)
- ? – Tancrède Dumas, italský fotograf (* 1830)
- ? – Hermanus van Wyk, první vůdce rehobothských Basterů (* 1835)
- ? – Joaquim Augusto de Sousa, portugalský fotograf (* 1853)

## Hlavy států
- České království – František Josef I.
- Papež – Pius X.
- Království Velké Británie – Eduard VII.
- Francie – Émile Loubet
- Uherské království – František Josef I.
- Rakouské císařství – František Josef I.
- Rusko – Mikuláš II.
- Prusko – Vilém II. Pruský
- Dánsko – Kristián IX.
- Švédsko – Oskar II.
- Belgie – Leopold II. Belgický
- Nizozemsko – Vilemína
- Řecko – Jiří I. Řecký
- Španělsko – Alfons XIII. Španělský
- Portugalsko – Karel I. Portugalský
- Itálie – Viktor Emanuel III.
- Osmanská říše – Abdulhamid II.
- USA – Theodore Roosevelt
- Japonsko – Meidži
- Čínské císařství – Kuang-Sü, fakticky: Cch'-si